# Václav Furmánek
Václav Furmánek (* 1. května 1942 Ostrava-Vítkovice) je slovenský archeolog, zabývající se zejména archeologií pravěku, a popularizátor archeologie. Od roku 1964 působí v na Archeologickém ústavu Slovenské akademie věd v Nitře. Publikoval 17 monografií, a přes 220 jiných vědeckých textů.